# Dominique Bussereau
Dominique Bussereau (ur. 13 lipca 1952 w Tours) – francuski polityk, parlamentarzysta, sekretarz stanu, w latach 2004–2007 minister rolnictwa.

## Życiorys
Ukończył studia w Instytucie Nauk Politycznych w Paryżu. Pracował w administracji rządowej, w dyrekcji francuskiego przewoźnika kolejowego Société nationale des chemins de fer français, a także w przedsiębiorstwach prywatnych.
W latach 70. przystąpił do organizacji młodzieżowej wspierającej Valéry’ego Giscarda d’Estaing. Działał w Partii Republikańskiej, wchodzącej w skład Unii na rzecz Demokracji Francuskiej. W latach 90. znalazł się wśród założycieli PPDF, w 1998 dołączył do Demokracji Liberalnej. Od 2002 należał do powstałej m.in. w oparciu o DL Unii na rzecz Ruchu Ludowego. Od 2015 był członkiem utworzonych na bazie UMP Republikanów, których opuścił w 2018.
Pełnił szereg funkcji w administracji terytorialnej. Od 1983 do 1989 był zastępcą mera Royanu. Został następnie burmistrzem Saint-Georges-de-Didonne, stanowisko to zajmował przez trzynaście lat, następnie przez sześć był zastępcą mera tego miasta. W latach 90. przez rok zasiadał w radzie regionu Poitou-Charentes. Od 1985 był wybierany także na radnego departamentu Charente-Maritime, w 2008 został przewodniczącym rady generalnej tej jednostki administracyjnej. Zajmował to stanowisko do 2021, gdy nie ubiegał się o ponowny wybór.
Był posłem do Zgromadzenia Narodowego w latach 1986–1988 i 1993–2002. Ponownie wybierano go do izby niższej parlamentu w 2002 i 2007, z mandatu rezygnował w związku z obejmowaniem funkcji rządowych.
W gabinetach Jean-Pierre’a Raffarina od 2002 był sekretarzem stanu ds. transportu, następnie w 2004 na takim samym stanowisku odpowiadał za budżet. W listopadzie 2004 wszedł w skład rządu jako minister rolnictwa, rybołówstwa, gospodarki żywnościowej i obszarów wiejskich. Sprawował ten urząd też w gabinecie Dominique’a de Villepin do maja 2007. Po objęciu w 2007 stanowiska premiera przez François Fillona Dominique Bussereau już w pierwszym jego rządzie został sekretarzem stanu ds. transportu. Funkcję tę pełnił do 2010. W wyborach parlamentarnych w 2012 uzyskał poselską reelekcję, wykonując mandat do 2017.
Kawaler Legii Honorowej (2017).